# Skibin (powiat słupski)
Skibin (kaszb. Sczibno lub Sczibino, niem. Franzhagen) – osada w Polsce położona w województwie pomorskim, w powiecie słupskim, w gminie Damnica na Pobrzeżu Słowińskim. Wieś jest częścią składową siedzibą sołectwa Bobrowniki.
W latach 1975–1998 miejscowość administracyjnie należała do województwa słupskiego.

## Nazwa
Nazwa jest tzw. chrztem nazewniczym. Co do jej charakteru wyprowadzono następujące hipotezy etymologiczne:
- nazwa pseudotopograficzna, wyprowadzona od nazwy pospolitej skiba „kawałek, porcja; część oboranego pola” przy pomocy formantu -in[5],
- nazwa pseudodzierżawcza, wyprowadzona od nazwy osobowej Skiba przy pomocy formantu -in[5].

Pierwotna niemiecka nazwa Franzhagen ma charakter pamiątkowy i jest złożeniem dwóch członów: nazwy osobowej Franz „Franciszek” i nazwy pospolitej Hagen „zarośla, łąka; ogrodzenie”.
Rada Języka Kaszubskiego proponuje opartą na polskiej kaszubską formę nazwy Sczibino.